# الطاقة في إيطاليا
إستهلكت إيطاليا نحو 185 مليون طن مكافئ من الطاقة الأولية في عام 2010. وجاء ذلك في معظمه من الوقود الأحفوري. ومن بين الموارد الأكثر استخداما البترول (معظمها يستخدم في قطاع النقل)، الغاز الطبيعي (المستخدم لإنتاج الطاقة الكهربائية والتدفئة) والفحم والطاقة المتجددة. 
وتأتي حصة كبيرة من الكهرباء من الواردات، خاصة من سويسرا وفرنسا. وتبلغ حصة الطاقة الأولية المخصصة لإنتاج الكهرباء أكثر من 35 في المائة، ونمت بإطراد منذ السبعينيات. 
ويتم إنتاج الكهرباء بشكل رئيسي من الغاز الطبيعي الذي يشكل مصدر أكثر من نصف إجمالي الطاقة الكهربائية النهائية المنتجة. وهناك مصدر هام آخر هو الطاقة الكهرمائية، التي كانت عمليا المصدر الوحيد للكهرباء حتى عام 1960. نمت طاقة الرياح والطاقة الشمسية بسرعة بين عامي 2010 و2013 بفضل الحوافز العالية. 
إيطاليا لديها موارد قليلة من الطاقة، ويتم استيراد معظم الإمدادات.

## نظرة عامة
| الطاقة في إيطاليا | الطاقة في إيطاليا | الطاقة في إيطاليا | الطاقة في إيطاليا | الطاقة في إيطاليا | الطاقة في إيطاليا                              | الطاقة في إيطاليا |
| معدل دخل الأفراد | الطاقة الأولية    | الإنتاج           | الإستيراد         | الكهرباء          | انبعاث ثنائي أكسيد الكربون-ثنائي أكسيد الكربون |                   |
| بالمليون | تيرا واط ساعي     | تيرا واط ساعي     | تيرا واط ساعي     | تيرا واط ساعي     | طن متري                                        |                   |
| --- | ----------------- | ----------------- | ----------------- | ----------------- | ---------------------------------------------- | ----------------- |
| 2004 | 58.1              | 2,145             | 351               | 1,837             | 328                                            | 462               |
| 2007 | 59.3              | 2,072             | 307               | 1,837             | 339                                            | 438               |
| 2008 | 59.9              | 2,047             | 313               | 1,810             | 339                                            | 430               |
| 2009 | 60.2              | 1,915             | 314               | 1,642             | 317                                            | 389               |
| 2012 | 60.7              | 1,947             | 367               | 1,641             | 327                                            | 393               |
| 2012R | 60.9              | 1,847             | 371               | 1,542             | 321                                            | 375               |
| 2013 | 60.7              | 1,807             | 428               | 1,433             | 311                                            | 338               |
| التغير 2004-2009 | 3.5 %             | -10.8 %           | -10.4 %           | -10.6 %           | -3.3 %                                         | -15.8 %           |
| مليون طن نفط مكافئ = 11.63 تيرا واط ساعي، طاقة أولية. وتشمل الطاقة الخسائر من الطاقة أيضاً . 2012R = تم تحديث أرقام ثنائي أكسيد الكربون CO2 |                   |                   |                   |                   |                                                |                   |

## الكهرباء
في عام 2014 استهلكت إيطاليا 291.083 تيرا واط ساعي (4790 كيلو واط ساعي/ شخص) من الكهرباء، وكان الاستهلاك في المنازل 1057 كيلو واط ساعي / شخص. وقد استوردت الدولة 46747.5 جيجا واط ساعي من الكهرباء وصدرت 3,031.1 جيجا واط ساعي في عام 2014. وبلغ إجمالي الإنتاج في عام 2014 حوالي 279.8 جيجا واط ساعي. مصادر الطاقة الرئيسية هي الغاز الطبيعي والطاقة الكهرومائية.
ليس لدى إيطاليا قوة نووية منذ أن تم الإستغناء عنها بعد الاستفتاء النووي الإيطالي في عام 1987 . في توسكانا بنيت أول محطة للطاقة الحرارية الأرضية. وفي عام 2014، بلغ إنتاج الطاقة الحرارية الأرضية 5.92 تيرا واط ساعي. جميع محطات الطاقة الحرارية الأرضية الإيطالية النشطة هي الآن في توسكانا.

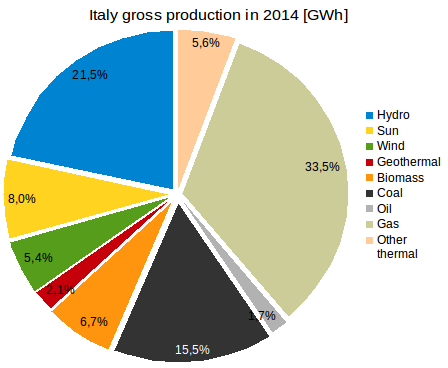
الإنتاج الإجمالي لإيطاليا حسب المصادر 2014.

إنتاج الكهرباء من الشمس والرياح في إيطاليا من 2007 إلى 2014

| إجمالي إنتاج الكهرباء الإيطالي حسب المصادر في عام 2014 [تيرا واط ساعي] | إجمالي إنتاج الكهرباء الإيطالي حسب المصادر في عام 2014 [تيرا واط ساعي] | إجمالي إنتاج الكهرباء الإيطالي حسب المصادر في عام 2014 [تيرا واط ساعي] |
| ---------------------------------------------------------------------- | ---------------------------------------------------------------------- | ---------------------------------------------------------------------- |
| كهرمائية                                                               | 60.256                                                                 | 21.5%                                                                  |
| حرارية                                                                 | 176.171                                                                | -                                                                      |
| الطاقة الحرارية الأرضية                                                | 5.919                                                                  | 2.1%                                                                   |
| الغاز الطبيعي                                                          | 93.637                                                                 | 33.5%                                                                  |
| الفحم                                                                  | 43.455                                                                 | 15.5%                                                                  |
| النفط                                                                  | 4.764                                                                  | 1.7%                                                                   |
| الكتلة الحيوية                                                         | 18.732                                                                 | 6.7%                                                                   |
| الرياح                                                                 | 15.178                                                                 | 5.4%                                                                   |
| الشمس                                                                  | 22.306                                                                 | 8.0%                                                                   |

## الإنبعاثات
وفقا لإدارة معلومات الطاقة، بلغت انبعاثات ثاني أكسيد الكربون في عام 2009 من استهلاك الطاقة 408 طن متري، أي أقل بقليل من إندونيسيا 413 طن متري. في جميع أنحاء العالم، إيطاليا في المرتبة 17 في عام 2009 وفقا لهذه القائمة. وقد تأثر انخفاض الانبعاثات الإيطالية بنسبة 9٪ في الفترة 2008-2009 بالركود الاقتصادي الأوروبي 2008-2009 من التغيرات الكبيرة والمستدامة في استهلاك الطاقة. وفي الفترة من 2008 إلى 2009، كان التراجع في انخفاض بنسبة 6.9٪ في أوروبا و7.5 في آسيا وأوقيانوسيا.
ويمكن أن تكون انبعاثات الاستهلاك مؤشرا أكثر أهمية بدلا من انبعاث الغازات الدفيئة على صعيد الدولة فقط : فقد قامت العديد من الشركات الأوروبية بتحريك الإنتاج من أوروبا إلى آسيا خلال السنوات الـ10 الأخيرة، وهو ما لا يغير بالضرورة الانبعاثات الإجمالية للعالم أو الشركة. وطبقا لما ذكرته صحيفة الجارديان، فإن مجموعة البيانات الدولية إستشهدت بالانبعاثات على نطاق واسع منذ عام 2001 بما في ذلك انبعاثات استهلاك الفرد من جميع الغازات الدفيئة. وكانت البصمة الإيطالية في عام 2001 12 طن ثاني أكسيد الكربون للشخص الواحد (المرتبة رقم 21) وبلغت حصة إيطاليا المحلية من انبعاثات الغازات الدفيئة 62٪.